# Ayurveda

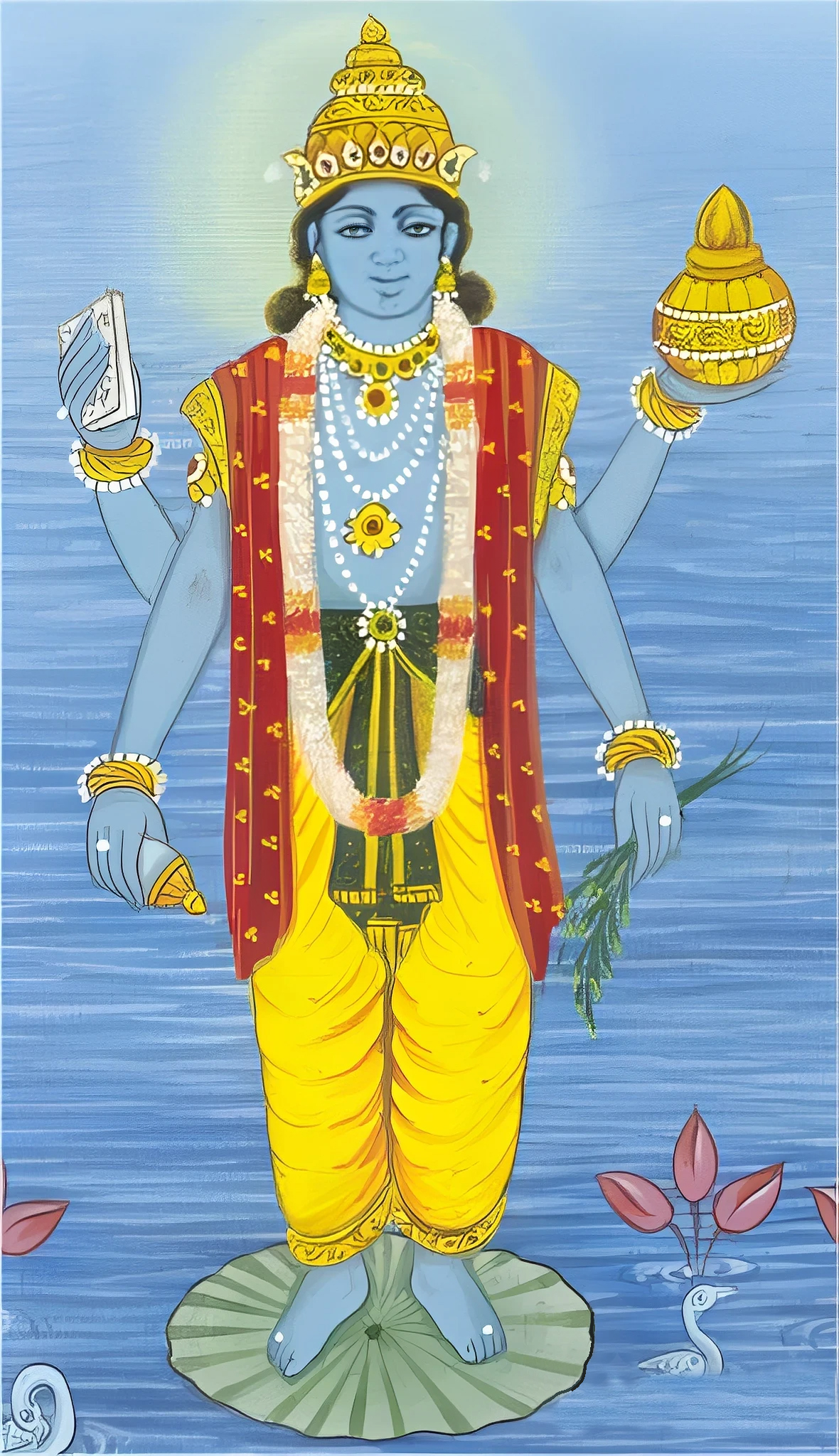
Dhanvantari, la divinité associée à l'ayurveda.

L'ayurveda est une forme de médecine traditionnelle non conventionnelle originaire de l'Inde mais également pratiquée dans d'autres parties du monde, notamment en Occident, les institutions académiques indiennes liées aux médecines traditionnelles ayant contribué à lui donner une visibilité internationale.
L'āyurveda, ayurvéda ou encore médecine ayurvédique — en écriture devanāgarī : आयुर्वॆद, la « science de la vie », des termes sanskrits āyus (vie) et veda (science, ou connaissance) — puiserait ses sources dans le Véda, ensemble de textes sacrés de l'Inde antique. En l'occurrence, il s'agit d'une approche médicale « holistique » datant de la civilisation védique et toujours pratiquée en Inde,,, au Népal et dans tout le sous-continent indien, particulièrement au Sri Lanka où le nombre de praticiens ayurvédiques est plus élevé que celui des professionnels formés à la médecine moderne.
En Inde, depuis novembre 2014, elle est promue par le ministère du Yoga fondé par le Premier ministre nationaliste Narendra Modi.
Les critiques de cette pratique dénoncent cependant l'utilisation de métaux lourds tels que le plomb, le mercure ou l'arsenic quand ils ne sont pas soumis aux procédés de purification traditionnels. De plus, bien que l'ayurvéda fasse partie des pratiques médicales traditionnelles auxquelles l'Organisation mondiale de la santé tente de faire appliquer les principes scientifiques de la médecine moderne,, elle n'est généralement pas promue ou reconnue par la communauté scientifique qui la considère comme une pseudo-médecine,,. Les associations de lutte contre les dérives sectaires pointent aussi, régulièrement, des liens entre des mouvements sectaires et des pratiques de médecines non conventionnelles comme l'ayurvéda,,,,,,.

## Origines de l'Ayurveda
Les origines de l'Ayurveda remonteraient, selon certains, aux Vedas, un ensemble de textes révélés très anciens datant de la période védique (IIe millénaire av. J.-C.). Le Veda (au singulier) — c'est-à-dire la Connaissance — est divisé en quatre Vedas: le Rig-Veda, le Yajur-Veda, le Sama-Veda et l'Atharva-Veda. De plus, chaque Veda possède un Upaveda, un « Veda subordonné », l'Ayurveda étant le Veda subordonné de l'Atharva Veda.
L'Ayurveda, comme l'ensemble des Vedas, est dit nityam et apaurusheyam (littéralement : éternel et non créé par l'homme — donc « révélé »). À l'origine, les principes de guérison exposés dans l'Atharva-Véda reposaient essentiellement sur le son ou la parole. Les hymnes étaient alors des moyens de guérison et leur simple récitation avait, selon le texte, le pouvoir de soigner toute chose et n'étaient pas basés sur une médication.

### Les six Samhitas de l'Ayurveda

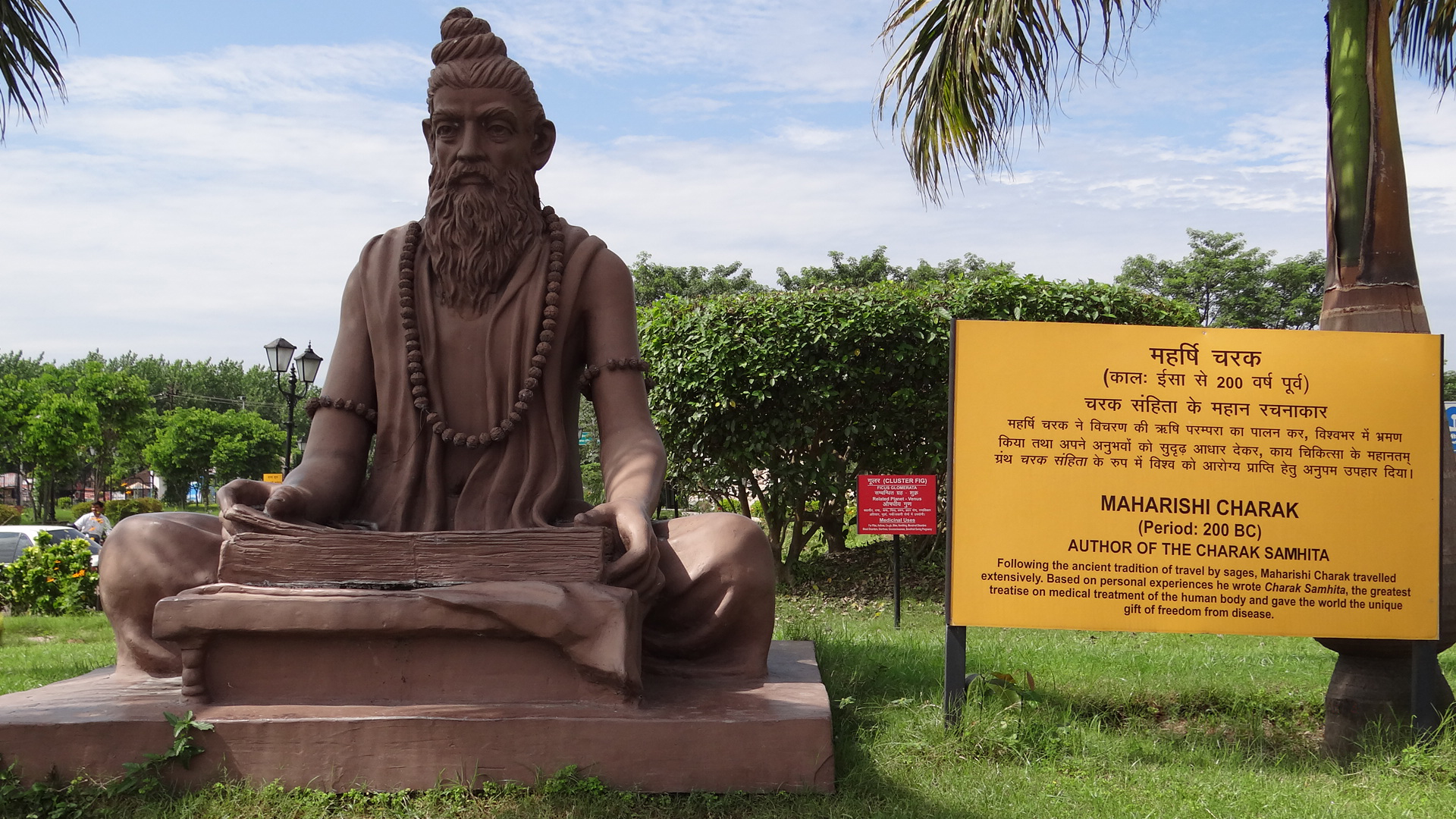
Une statue de Charaka, auteur de la Charaka Samhita.

La littérature ayurvédique se divise en six Samhitas (« traités » ou « collections »), qui prennent chacun le nom de leur auteur. Les trois premiers, dont les auteurs sont Charaka, Sushruta et Vagbhata, sont les plus importants et forment la Bṛhattrayī, « les trois majeurs » de l'Ayurveda, tandis que les trois derniers forment la Laghutrayi, « les trois mineurs ».

#### Les trois majeurs
- Charaka Samhita (IAST : Caraka samhita) : rédigé par Charaka, c'est le texte fondateur de l’Ayurveda. Sa datation est incertaine mais il aurait été composé avant notre ère[25]. Il traite principalement du diagnostic et du traitement des maladies par la médecine interne (Kaya Chikitsa)[26].
- Sushruta Samhita : traité de chirurgie (en sanskrit : Shalya Chikitsa) rédigé par Sushruta, c'est le deuxième texte le plus important de l'Ayurveda. Il aurait également été rédigé avant notre ère[25].
Le plus ancien document écrit rapportant les travaux de Sushruta est le Manuscrit Bower — daté du IVe siècle[27]. Ce dernier cite directement Sushruta et est d'un intérêt particulier pour les historiens en raison de l’importance de la médecine indienne et de ses concepts en Asie centrale[28].
Dwivedi & Dwivedi, dans History of Medicine : Sushruta, the Clinician-Teacher par Excellence (2007), écrivent au sujet de Sushruta[29]:

« La principale voie de transmission du savoir au cours de cette période a été la tradition orale. La langue utilisée était le sanskrit - le sanskrit védique de cette période (2000-500 av. J.-C.) La plus authentique compilation de ses enseignements et de ses travaux est actuellement disponible dans un traité appelé Sushruta Samhita. Il contient 184 chapitres et la description de 1 120 maladies, 700 plantes médicinales, 64 préparations de substances minérales et 57 préparations à base de substances animales. »

- Vagbhatta Samhita : considérée comme une présentation organisée et structurée de la connaissance présentée dans la Charaka Samhita et la Sushruta Samhita, ce résumé simplifié des deux premières compilations est encore utilisé aujourd'hui dans de nombreuses universités indiennes[30].

#### Les trois mineurs
- Madhava Nidana Samhita : couvre la classification des maladies et de leurs symptômes[31]
- Sharngadhara Samhita : contient la description des préparations ayurvédiques utilisées au cours du Panchakarma (IAST: Pañcakarma) et détaille les étapes du diagnostic par le pouls
- Bhava-Prakasha Samhita : en plus de 10 000 vers, détaille les caractéristiques de nombreux aliments ainsi que de certaines plantes et minéraux[32].

Underwood et Rhodes en 2008 soutiennent que cette première phase de la médecine traditionnelle indienne a identifié la fièvre (takman), la toux, la consomption, la diarrhée, l’œdème, l’abcès, les convulsions, les tumeurs et les maladies de peau (y compris la lèpre). Le traitement des affections complexes — y compris l’angine de poitrine, le diabète, l’hypertension artérielle et les calculs — ont également été pratiqués au cours de cette période, la chirurgie plastique, la chirurgie de la cataracte, la ponction pour l’évacuation des fluides contenus dans l’abdomen (ascite), l'extraction des corps étrangers, le traitement des fistules anales, le traitement des fractures, l’amputation, la césarienne et la suture des plaies étaient connus. L'usage des herbes et des instruments chirurgicaux s’est généralisé.
Le pèlerin chinois Fa Hsien (vers 337-422) a écrit sur le système de soins de santé de l’Empire des Gupta (320-550). Il a également décrit le processus de l'approche institutionnelle de la médecine indienne apparaissant dans les œuvres de Charaka qui mentionne une clinique et décrit son équipement. Madhava (700), Sarngadhara (1300), et Bhavamisra (1500) ont compilé des travaux sur la médecine indienne. Les ouvrages médicaux de Sushruta et de Charaka ont tous les deux été traduits en arabe au cours du califat des Abbassides (750). Ces travaux arabes ont fait leur chemin en Europe par leur intermédiaire. En Italie, la famille Branca de Sicile et Gaspare Tagliacozzi de Bologne se sont familiarisés avec les techniques de Sushruta.
Au cours des âges, l'Ayurveda a été conservé dans ses grands principes malgré les influences étrangères (grecques, chinoises, perses, tibétaines). Ce système est tombé en désuétude pendant plusieurs siècles à la suite des invasions musulmanes au nord de l'Inde à partir du VIIIe siècle. Parallèlement, l'Ayurveda est réapparu en Europe à la Renaissance. Avec les différentes colonisations européennes, surtout britannique, cette médecine a subi de nombreuses pressions, et fut interdite par les Anglais. C'est seulement avec l'Indépendance en 1947, sous l'influence du Mahatma Gandhi, que l'Ayurveda a de nouveau été reconnu.
Aujourd'hui, l'Ayurveda semble susciter plus d'intérêt pour son approche du bien-être holistique que pour son aspect médical (ce dernier se développe de plus en plus et la recherche médicale est en cours,,,,,,).

## Principes de base
Le but de l'Ayurveda est triple : le maintien de la santé, la guérison des maladies et la réalisation de soi. L'Ayurveda décrit l'être humain comme étant composé des cinq Mahabhutas (IAST : mahābhūta, les cinq éléments), des trois doshas (les énergies de base du vivant), des sept dhatus (les tissus) et des seize shrotas (les canaux qui véhiculent les doshas à travers tout l'organisme).

### Les Mahabhutas
Les mahabhutas sont les cinq grands « éléments » qui formeraient l'univers tout entier y compris le corps humain :
- Akasha (IAST: Ākāśa) : l'espace
- Vayu (IAST: Vāyu) : l'air
- Agni ou tejas : le feu
- Jala ou Ap: l'eau
- Prithivi (IAST: pṛthivī ou pṛthvī): la terre

Selon l'Ayurveda, nous ferions partie intégrante du cosmos et les éléments primordiaux qui constituent l'univers nous imprègnent également en tous points. Ces cinq éléments ne devraient pas être compris au sens littéral mais représentent les notions d'espace, de mouvement, de chaleur, de flux et de solidité.

### Les Doshas

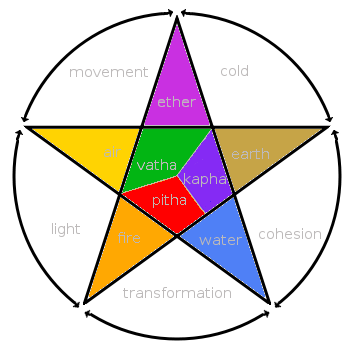
Les doshas de l'Ayurveda et les cinq éléments dont ils sont composés.

Les doshas sont les trois énergies fondamentales dont l'équilibre assure la santé :
- Vāta : l'énergie cinétique ;
- Pitta : l'énergie de transformation ;
- Kapha : l'énergie de cohésion.

Ces forces sont présentes à des degrés différents chez chaque individu. Cette doctrine des trois doshas — ou humeurs — est primordiale. Le ou les doshas dominants d'un individu déterminent ses tendances ainsi que ses forces et ses faiblesses. Le vaidya, le médecin ayurvédique, conseille au patient un style de vie en accord avec sa prakriti — sa constitution ayurvédique, mélange des trois doshas — notamment un régime qui lui est bénéfique en l'harmonisant avec l'univers.
Les trois doshas sont composés des cinq Mahabhutas (éléments) :
- Vāta : Ether et air (mouvement)
- Pitta : Feu et eau (transformation)
- Kapha : Terre et eau (cohésion)

Les constitutions dites doubles sont les plus fréquentes (par exemple Pitta - Kapha la plus fréquente en occident). Il est en effet rare d'être constitué d'un seul Dosha ou des trois (tridoshique).
Les Doshas déterminent l'aspect physique et psychologique de la personne.

### Les Dhatus
Les dhatus sont les sept tissus principaux qui forment la trame du corps humain.
- Rasa : le plasma
- Rakta : le tissu sanguin
- Mamsa : les muscles
- Meda : les tissus adipeux
- Asthi : les tissus osseux, le cartilage, les ongles, les poils et les cheveux.
- Majja : la moelle épinière et les tissus nerveux
- Shukra : les tissus reproducteurs

Ils sont la masse du corps humain. Bien qu'importants au niveau structurel, ils ne sont pas directement impliqués dans la cause des maladies.

### Les Shrotas
Les shrotas sont les seize canaux internes, grossiers et subtils, qui participent aux processus généraux d'assimilation et d'élimination en véhiculant les trois doshas.
Le plus grand shrota est le système digestif tandis que d'autres ne se voient qu'au microscope, dans les cellules individuelles, où ils se révèlent poreux. D'autres encore n'agissent qu'aux niveaux moléculaires, atomiques et sub-atomiques.
La médecine moderne ne connaît que trois de ces shrotas : l'anna vaha shrota (le système digestif), le rakta vaha shrota (le système circulatoire) et le prana vaha srota (le système respiratoire).
Leur bon fonctionnement est considéré comme vital et leur dysfonctionnement, dû au déséquilibre des doshas, conduit à la maladie.

## Pratiques

### Le diagnostic
Charaka, considéré comme l'un des principaux fondateurs de l’Ayurveda, déclare que « c'est le patient et non la maladie qui est l'objet du traitement. » Pour le vaidya (le médecin ayurvédique), la maladie « n'existe pas » en tant que telle. Elle ne serait que l'expression d'un déséquilibre des trois doshas qu'il faudrait harmoniser. Il s'agit donc d'établir tout d'abord la nature de ce déséquilibre (quels sont les doshas viciés), d'en rechercher ensuite les causes et d'y trouver finalement un remède.
Le praticien commence par Darshana, l'observation visuelle du corps au cours duquel ses caractéristiques physiques sont observées et Sparshana, l'examen tactile par la palpation, la percussion et l'auscultation de ses diverses parties ainsi que de certains organes internes.
Afin d'établir la nature du déséquilibre, le vaidya pratique ensuite une méthode de diagnostic par le pouls appelée Nadi Pariksha (ou Nadi Vigyan, selon les régions de l'Inde où elle est pratiquée), différente de celle utilisée par la médecine moderne. Ici, on pose trois doigts (l'index, le majeur et l'annulaire) sur l'artère radiale du patient au niveau du poignet. En exerçant différents modes de pression, le vaidya recueille l'information concernant les doshas de la personne et de cette manière, détermine sa vikriti — l'état de déséquilibre de ses doshas.
Le déséquilibre étant désigné, il en détermine la cause. Selon cette méthode, l'origine de l'affection est à la fois interne et externe : le dysfonctionnement est dû à un blocage des shrotas — la première manifestation matérielle des doshas dans le corps — mais également aux habitudes de vie de la personne. Prashna est l'interrogatoire du patient qui permet de définir les erreurs diététiques et comportementales éventuelles qui pourraient être la cause du déséquilibre. L'Ayurveda accorde une grande importance à l'histoire personnelle du patient, à ses antécédents familiaux, médicaux et professionnels ainsi qu'à son vécu psychologique jugés déterminants pour son état de santé.

### Approches thėrapeutiques

#### Le Panchakarma

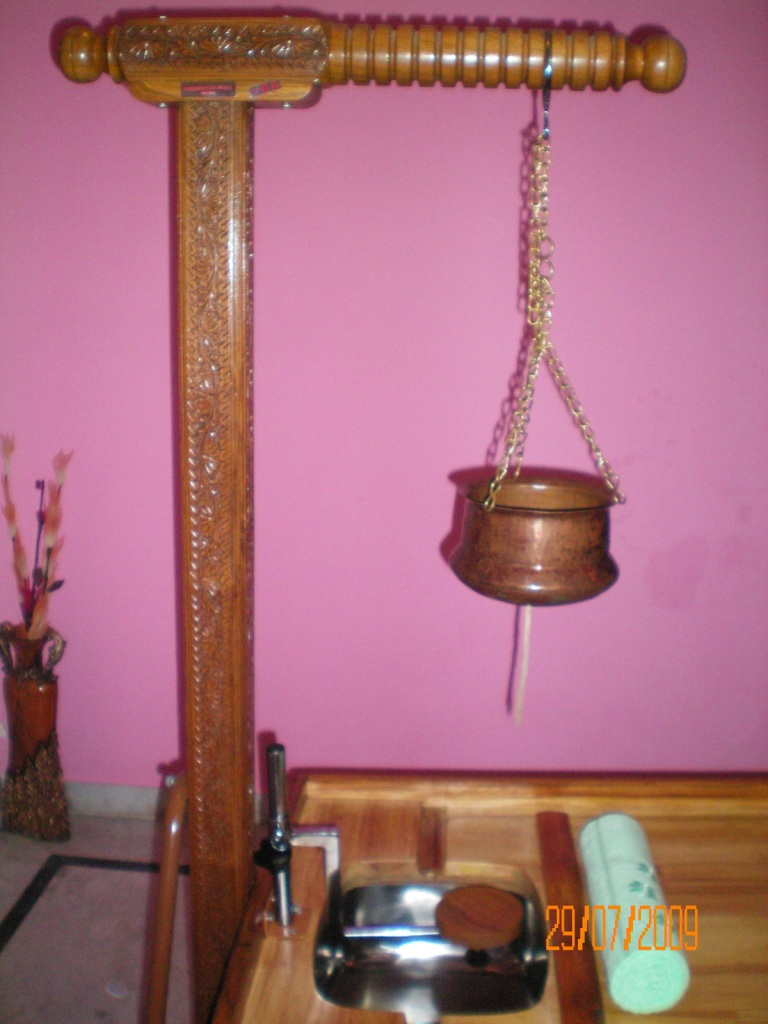
Table de massage ayurvédique adaptée au Shirodhara, traitement au cours duquel un mince filet d'huile tiède s'écoule en continu sur le front du patient allongé.

Le concept de Panchakarma — du sanskrit Pancha (IAST Pañca): cinq et Karma : action (en devanāgarī : पञ्चकर्म) — se réfère aux cinq procédures de purification et de réjuvénation décrites dans les manuels d'Ayurveda et dont l'objectif est de purifier le corps et l'esprit en provoquant l’élimination des éléments toxiques de l'organisme.
Suivant en cela le principe selon lequel il vaut mieux prévenir que guérir, l'Ayurveda conseille une « détoxification » périodique, si possible à chaque changement de saison. Bien que le corps possède naturellement un système de filtration des impuretés, les toxines s'accumulent souvent trop rapidement. Se détoxifier est alors nécessaire afin de maintenir l'équilibre du corps et de l'esprit et d'éviter toute maladie.
Au cours d'une cure ayurvédique qui peut s'étendre de quelques jours à plusieurs semaines et selon la condition du patient, le type de praticien et la tradition à laquelle il appartient (Ayurveda du Nord ou Ayurveda du Sud), diverses méthodes peuvent être appliquées bien qu'elles obéissent toutes à une logique unique : éliminer les toxines incrustées au plus profond des cellules en utilisant de manière séquentielle des techniques qui vont tout d'abord les faire remonter à la surface pour les éliminer ensuite par la peau et le système digestif :
- Snehana (l'ingestion de beurre clarifié) et plus tard Virechana (une purge légère) vont permettre aux toxines de se détacher progressivement des cellules ;
- Abhyanga (le massage à l'huile) va faire remonter ces toxines à la surface au moyen de techniques de massage adaptées données par des techniciens expérimentés[50] ;
- Svedana (la sudation) et Basti (un lavement léger) vont définitivement évacuer ces toxines vers l'extérieur.

De plus, les procédures variant selon la condition des patients, un grand nombre de techniques supplémentaires peuvent s'ajouter au Panchakarma « de base » : Nasya par exemple, un traitement des sinus, est souvent prescrit car ces derniers sont « la porte du cerveau ». Shirodhara (en), au cours duquel un filet d'huile tiède est déversé en continu sur le front du patient allongé, est réputé provoquer un sentiment de bien-être exceptionnel et est très souvent utilisé pour les désordres nerveux. Pattra Potali, un type de sudation, traite les problèmes d'articulation.
Certaines procédures plus inconfortables, telles que Vamana (le vomissement thérapeutique) et Raktamoksha (la saignée) sont utilisées pour des pathologies spécifiques (désordres du dosha Kapha pour le premier et problèmes sanguins pour le second) et font rarement partie du Panchakarma de base.

#### Les Rasayanas
Les Rasayanas sont des composés de plantes et de minéraux destinés à être ingérés. Le but de ces compléments alimentaires serait de maintenir la santé de l'individu, de la restaurer si nécessaire et de renforcer le système immunitaire.
Parmi les Rasayanas les plus connus, on peut citer Brahmi, Triphala et Amrit Kalash.

#### La diététique ayurvédique
L’Ayurveda intègre un système de recommandations nutritionnelles. Ananda S. Chopra (2003), sur le thème de la diététique ayurvédique, écrit :

« La diététique ayurvédique comprend une série de recommandations, allant de la préparation et de la consommation des aliments, à de bonnes habitudes de santé pour le jour et la nuit, la vie sexuelle et les règles de conduite morale. »

— Ananda S. Chopra
L'Ayurveda évite les recommandations générales car chaque individu est unique. Les prescriptions diététiques sont donc établies selon le type ayurvédique de chacun et tiennent compte des rythmes naturels tels que les six saisons indiennes et les différentes heures du jour qui influencent également les doshas.
- Les six saveurs
Pour l'Ayurveda, chaque aliment est composé d'une ou plusieurs de ces six saveurs : sucrée, aigre, salée, amère, piquante et astringente et il s'agit de connaître leur impact positif ou négatif sur les doshas individuels afin de les combiner au mieux.

Il existe des compendiums explicitant les saveurs contenues dans chaque type d'aliment (la viande, les légumes, les produits laitiers, les matières grasses, les édulcorants, les légumineuses, les fruits, les herbes et les épices, les céréales ainsi que les noix et les graines) et leur effet sur chaque dosha. À l'inverse, on trouve également des tables qui, à partir de chaque dosha, énumèrent les saveurs qui leur correspondent. Armé de cette nomenclature, il est facile de dresser un plan diététique adapté à Vata, Pitta et Kapha. Exemple : une personne de type Vata devra adopter une alimentation qui diminue l'élément Vata en favorisant les saveurs sucrées, aigres et salées qui correspondent à des aliments tels que les fruits doux, les produits laitiers, le beurre clarifié, le froment, le riz, le maïs, les asperges, les betteraves, les oignons, les radis, etc.
Selon l'Ayurveda, un repas équilibré devrait toujours contenir les six saveurs afin de nourrir et satisfaire pleinement le corps et l'esprit.

#### Mode de vie et hygiène personnelle
Svastha varta, parfois traduite par « hygiène personnelle », va bien plus loin que la simple propreté physique car elle inclut également des recommandations concernant le mode de vie telles que :
- Dinacharya, la routine quotidienne
- Ritucharya, les corrections saisonnières
- Sadachara, les comportements adéquats
- Rasayana, le renforcement du système immunitaire
- Vajikarana, l'entretien du système reproducteur
- Yoga

En Ayurveda, l'hygiène de la vie courante — le bain, le lavage des dents, les soins de la peau et le nettoyage des yeux — est une recommandation forte. Il est également conseillé d’oindre journellement le corps avec de l'huile et de la faire pénétrer au moyen d'un auto-abhyanga, une forme d'auto-massage qui, tel l'abhyanga traditionnel pratiqué sur le patient au cours du Panchakarma, permettra le drainage des toxines vers l'extérieur et entraînera, outre un profond sentiment de bien-être, une longue série de bienfaits sur la santé.

#### Les maladies mentales
Pour la médecine ayurvédique, il n’y a pas d’opposition entre les phénomènes somatiques et les phénomènes psychologiques. Les pathologies mentales sont expliquées comme le reste des pathologies par un déséquilibre des doshas. Dans l’ayurveda classique, on parlait aussi de « possession » par des entités maléfiques,,,,.

##### Corps / esprit
La Charaka Samhita évoque l'influence de l'esprit, des actions passées et des incarnations précédentes, sur le corps. Selon cette tradition, tout au long du cycle des réincarnations, l'être demeure. Le corps physique disparaît avec la mort mais la vie est perçue comme un continuum. Le karma affecte le corps subtil. Au cours des différentes vies, les actions de l’homme laissent dans son psychisme des saṃskāras, des traces ou empreintes, qui déterminent ses vāsanās, ses tendances, celles-ci s'exprimant sous forme de désirs dans la vie présente.
Pour l’ayurveda, l’esprit a quatre principales fonctions :
- Indriya Abhigraha qui correspond à l’intégration des fonctions sensorielles,
- Svasya Nigraha qui correspond au contrôle du moi,
- Uha qui correspond au raisonnement,
- Vichara (IAST: vicāra) qui correspond au jugement et à la délibération.

Quelques sources rares, telle que celle de Gananath Obeyesekere, pensent que le fonctionnement psychique est assez semblable dans l’ayurveda à celui que décrivent les théories psychanalytiques.

## Recherches scientifiques
En Inde, la recherche en médecine ayurvédique est contrôlée en grande partie par l'intermédiaire d'un réseau national d'instituts de recherche émanant du gouvernement indien, tels que le Central Council for Research in Ayurveda and Siddha (CCRAS) et le Department of Ayurveda, Yoga & Naturopathy, Unani, Siddha and Homoeopathy (AYUSH).
Même d'ardents défenseurs de l'Ayurveda tels que le Dr M.S. Valiathan, un éminent cardiologue indien, admettent que « les études cliniques qui satisfont aux critères de l'Organisation mondiale de la santé ont été peu encourageantes en Inde, en dépit de la surpopulation des patients dans les hôpitaux ayurvédiques. » Par exemple, un examen systématique des traitements ayurvédiques de la polyarthrite rhumatoïde a conclu que les preuves étaient insuffisantes, car la plupart des essais n'ont pas été réalisés correctement, et qu’un essai de qualité élevée ne montrait aucun bénéfice.
S’agissant d’une médecine traditionnelle, de nombreux produits ayurvédiques n'ont pas été testés au cours d’études scientifiques rigoureuses et d’essais cliniques : aux États-Unis, le National Center for Complementary & Alternative Medicine (NCCAM) indique que « la plupart des essais cliniques sur les remèdes ayurvédiques montrent des insuffisances, qu’ils sont menés suivant des protocoles de recherche critiquables, que les groupes de contrôle ne sont pas appropriés, ou qu’ils présentent d'autres biais susceptibles d’affecter de manière significative les résultats. »

## Controverses
Rasa Shastra est la branche de l'Ayurveda traitant de l'utilisation médicinale des métaux. Leur adjonction en quantités infinitésimales à des préparations à base de plantes et de minéraux est pratiquée depuis des millénaires selon des techniques rigoureuses. Les réactions indésirables éventuelles sont décrites dans les textes ayurvédiques traditionnels, mais les praticiens actuels sont réticents à admettre que certains composés peuvent parfois être toxiques et qu'il est difficile de trouver des informations fiables concernant cette toxicité.
Selon une étude de 1990 concernant les médicaments ayurvédiques délivrés en Inde, 41 % des produits testés contenaient de l'arsenic et 64 % du plomb et du mercure, c'est-à-dire des métaux lourds connus pour leur effet néfaste sur la santé s'ils sont utilisés en trop grande quantité. En outre, une étude réalisée par Robert B. Saper et al. publiée en 2004 dans le Journal of the American Medical Association a ėgalement trouvé des niveaux élevés de métaux lourds dans un cinquième des préparations ayurvédiques fabriquées en Asie du Sud et proposées à la vente autour de Boston : « Certains des fabricants impliqués ont certifié qu'ils testaient leurs produits à la recherche de métaux ėventuels, mais il s’avère que ces produits étaient eux aussi contaminés », a déclaré le Dr Robert B. Saper, directeur du département de médecine intégrative à la Boston University School of Medicine et auteur principal de l'étude. « Le consommateur moyen, dit-il, n'a aucun moyen de déterminer parmi ces produits quels sont ceux qui sont pollués et quels sont ceux qui sont indemnes de contaminants ». Cette étude révèle également qu’en cas de prises à des dosages conformes aux instructions des fabricants, ce taux de 20 % « pourrait se traduire par des apports de métaux lourds au-dessus des normes réglementaires admises ».
Quatre ans plus tard, en 2008, la même équipe effectua une étude concernant 230 préparations achetées cette fois sur Internet et produites en Inde ou aux États-Unis et établit que 20 % de ces préparations contenaient du plomb, du mercure ou de l'arsenic.
Les défenseurs de l'Ayurveda affirment que la toxicité de ces matériaux est inexistante quand ils sont soumis aux procédés de purification traditionnels appelés samskaras et shodhanas, mais que certains laboratoires ne respectent pas ces procédés et que par conséquent, certains des produits mis en vente sont à même de provoquer des empoisonnements,. Ces derniers seraient attribuables à des méthodes de prėparation erronées et au manque de formation des professionnels de la médecine traditionnelle indienne. Dans une lettre adressée à l’Indian Academy of Sciences, Patwardhan Bhushan — directeur de l'école interdisciplinaire des sciences de la santé de l’université de Pune — cite Saper et indique que la contamination et la négligence au cours des procédés de fabrication modernes, plus rapides que les méthodes traditionnelles de préparation, sont à l'origine des plaintes sur le niveau de toxicité des produits.
S'exprimant à ce sujet, M.S. Valiathan, président de l'Indian National Science Academy, note quant à lui que « l'absence de suivi des produits mis en vente et le peu de laboratoires de test disponibles font que le contrôle de qualité des médicaments ayurvédiques est extrêmement difficile à réaliser en ce moment ».
Après l'étude menée par Saper et al. le gouvernement indien a imposé que les médicaments ayurvédiques précisent leur teneur en métaux directement sur l'étiquette du produit car ce n'était pas toujours le cas jusqu'alors. Ces préparations posent en effet un sérieux problème d'étiquetage : les médicaments ayurvédiques relèvent de la compétence de la Drugs and Cosmetics Act, une loi datant de 1940, et leurs étiquettes doivent se conformer à ses exigences. Malheureusement, ces dernières ne sont pas toujours respectées et il n'est pas toujours facile de savoir ce que contient une préparation.
Le siècle dernier a été témoin de nombreux changements dans la fabrication des médicaments ayurvédiques. Dans les temps anciens, les médecins préparaient eux-mêmes leurs propres médicaments. Aujourd'hui, seule une poignée de praticiens suit encore cette pratique. D'autre part, la fabrication et la commercialisation des formulations ayurvédiques sont devenues une industrie florissante et ces remèdes sont principalement de deux types : les formulations classiques, préparées selon les étapes décrites dans la Samhita traditionnelle, et les formulations modernes brevetées par les grands laboratoires qui utilisent aujourd'hui des extraits de plantes et s'éloignent peu à peu des méthodes ancestrales. En dehors de ce secteur formel, il existe également un vaste secteur informel de guérisseurs non reconnus qui commercialisent leurs produits dans leurs propres échoppes ainsi qu'un marché parallèle non régulé et extrêmement florissant sur Internet. Les médicaments frelatés circulent donc en abondance.

## Brevets et biopiraterie
L'Inde, qui abrite 7,8 % des espèces animales et végétales de la planète sur seulement 2,5 % des terres émergées, est très exposée aux risques de la biopiraterie. L'appropriation illégitime des ressources de la biodiversité et des connaissances traditionnelles autochtones sous la forme de dépôts de brevets effectués par des entreprises privées ou des centres de recherche y est un sujet particulièrement sensible depuis qu'en décembre 1993, le centre médical de l’Université du Mississippi a déposé un brevet auprès de l’United States Patent and Trademark Office afin de s'approprier l'emploi du curcuma, une plante herbacée aux vertus thérapeutiques. Le brevet fut contesté par le Conseil pour la recherche scientifique et industrielle de l’Inde, au motif que les praticiens traditionnels ayurvédiques connaissaient déjà les propriétés thérapeutiques de la substance depuis des siècles, ce qui faisait de ce brevet un cas évident de biopiraterie.
À partir de 1997, après que des paysans du nord du pays eurent violemment protesté contre le brevetage par le semencier américain RiceTec d'une variété de riz basmati appelée « kasmati », le Gouvernement indien a pris conscience de l'ampleur du problème et s’est fortement impliqué dans la promotion de la médecine traditionnelle. Le rapport Sharma et Bodeker, qui a étudié les différentes activités du gouvernement en faveur de l’Ayurveda, note ainsi :

« En Inde, le gouvernement s'est impliqué dans la production de remèdes traditionnels lorsque le Central Drug Research Institute a breveté deux nouveaux médicaments préparés à partir d’anciennes formules ayurvédiques. L’un, un mélange de poivrier noir, de poivrier long et de gingembre, permet de réduire de moitié le dosage d’un antibiotique, la rifampicine, dans le traitement de la tuberculose et d'autres infections mycobactériennes. L'autre est un stimulant de la mémoire produit à partir d’une plante traditionnelle appelée brahmi. D'autres produits brevetables à base de curcuma et d’un arbuste, le margousier, ont suscité des controverses en Inde et dans d'autres pays. En août, le US Patent and Trademark Office a annulé un brevet américain sur les propriétés de guérison des plaies du curcuma lorsque le gouvernement indien a révélé qu’il existait des preuves de l’utilisation de cette substance dans cette indication depuis des siècles. »

— Rapport Sharma et Bodeker
Afin de remédier au pillage de son savoir traditionnel par les laboratoires pharmaceutiques, le gouvernement a démarré un projet pharaonique de recensement du savoir-faire en matière de médecine traditionnelle et 250 000 formulations ont déjà été répertoriées. Des centaines de scientifiques épluchent les traités anciens de médecine ayurvédique pour y recenser les vertus déjà éprouvées de fruits ou de plantes médicinales. Cette « bibliothèque numérique du savoir traditionnel » qui compte 30 millions de pages a déjà permis d'annuler de nombreux brevets. La demande déposée notamment en 2007 par le laboratoire pharmaceutique chinois Livzon auprès de l'Union européenne et qui concernait l'utilisation de la menthe et de l'Andrographis (échinacée d'Inde) dans le traitement de la grippe aviaire a été rejetée.

## Statut actuel

### Inde

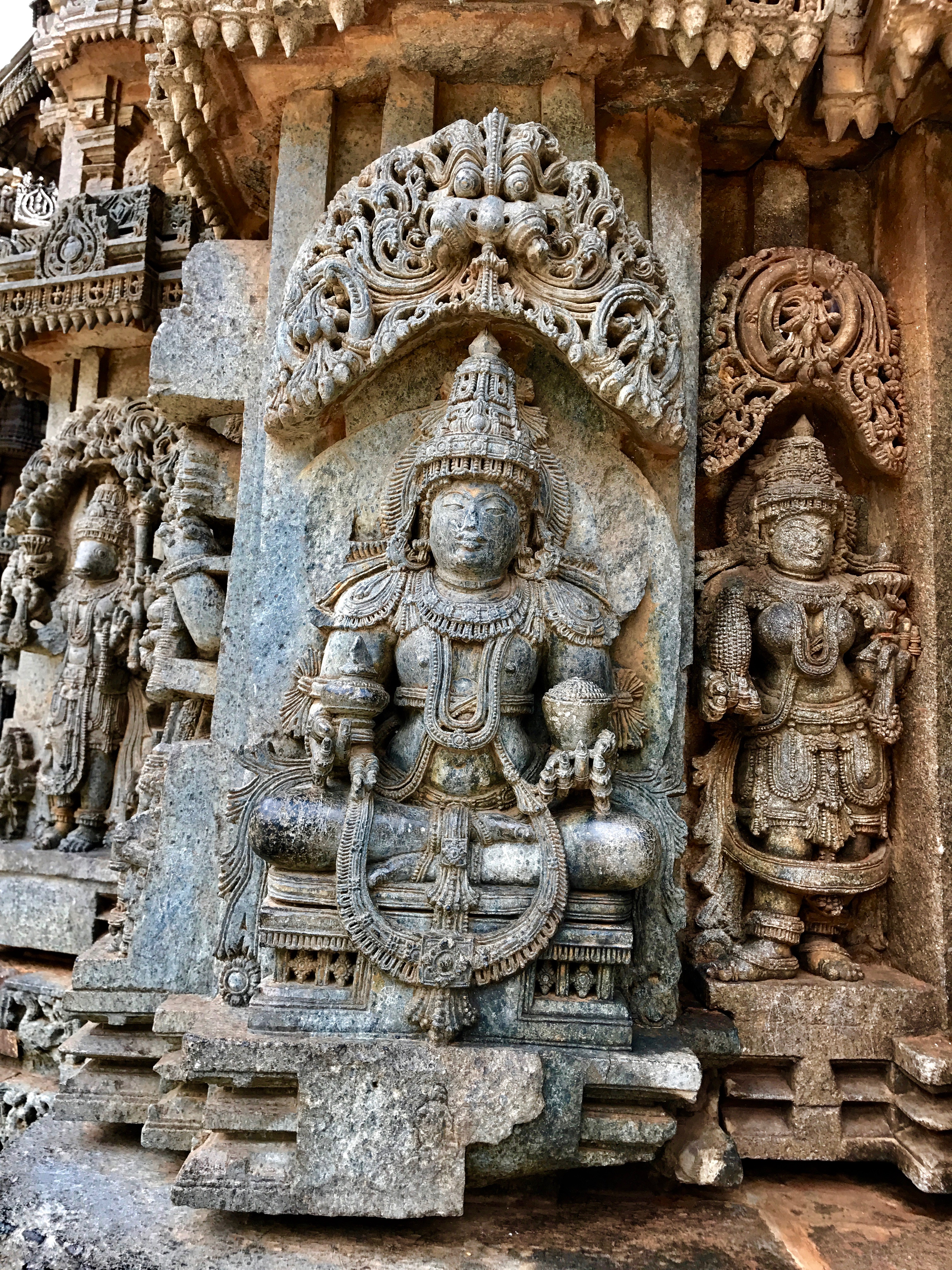
Dhanvantari, la divinité associée à l'ayurveda. Haut-relief du XIIIe siècle au temple de Chennakeshava à Somanathapura, Karnataka (Inde).

En Inde, près de 80 % de la population utilise une forme de médecine traditionnelle, dont l'Ayurveda. Le pays dispose d'environ 440 000 praticiens, 2 300 hôpitaux et 24 000 dispensaires ayurvédiques. Leur nombre varie cependant grandement d'un État à l'autre.
En 1970, l’Indian Medical Central Council Act a été adopté par le Parlement de l'Inde afin de normaliser les qualifications requises pour pratiquer l'Ayurveda et fonder des institutions accréditées pour son étude et la recherche associée. L'organisation de l'enseignement est confiée à un département du Ministère de la Santé et de la Famille, le Department of Ayurveda, Yoga & Naturopathy, Unani, Siddha and Homoeopathy (AYUSH) et depuis novembre 2014, ce département est géré par le ministère du Yoga fondé par le Premier ministre Narendra Modi à l'issue d'un remaniement ministériel. Le rôle de ce ministère, dirigé par Shripad Yesso Naik, est de développer l'ensemble des médecines traditionnelles de l'Inde telles que l'ayurveda, les médecines unani et siddha, l'homéopathie et la naturopathie,.
Selon Narendra Modi, « le yoga a acquis une reconnaissance mondiale pour ceux qui veulent vivre sans stress et choisissent d'avoir une approche holistique de la santé » et l'ayurveda parviendra à atteindre une reconnaissance similaire « s'il est présenté de façon correcte comme un mode de vie ». En septembre 2014, devant l'Assemblée générale de l'ONU, il avait déjà affirmé : « Il ne s'agit pas de faire de l'exercice mais de découvrir le sens de l'harmonie avec vous-même, le monde et la nature ».

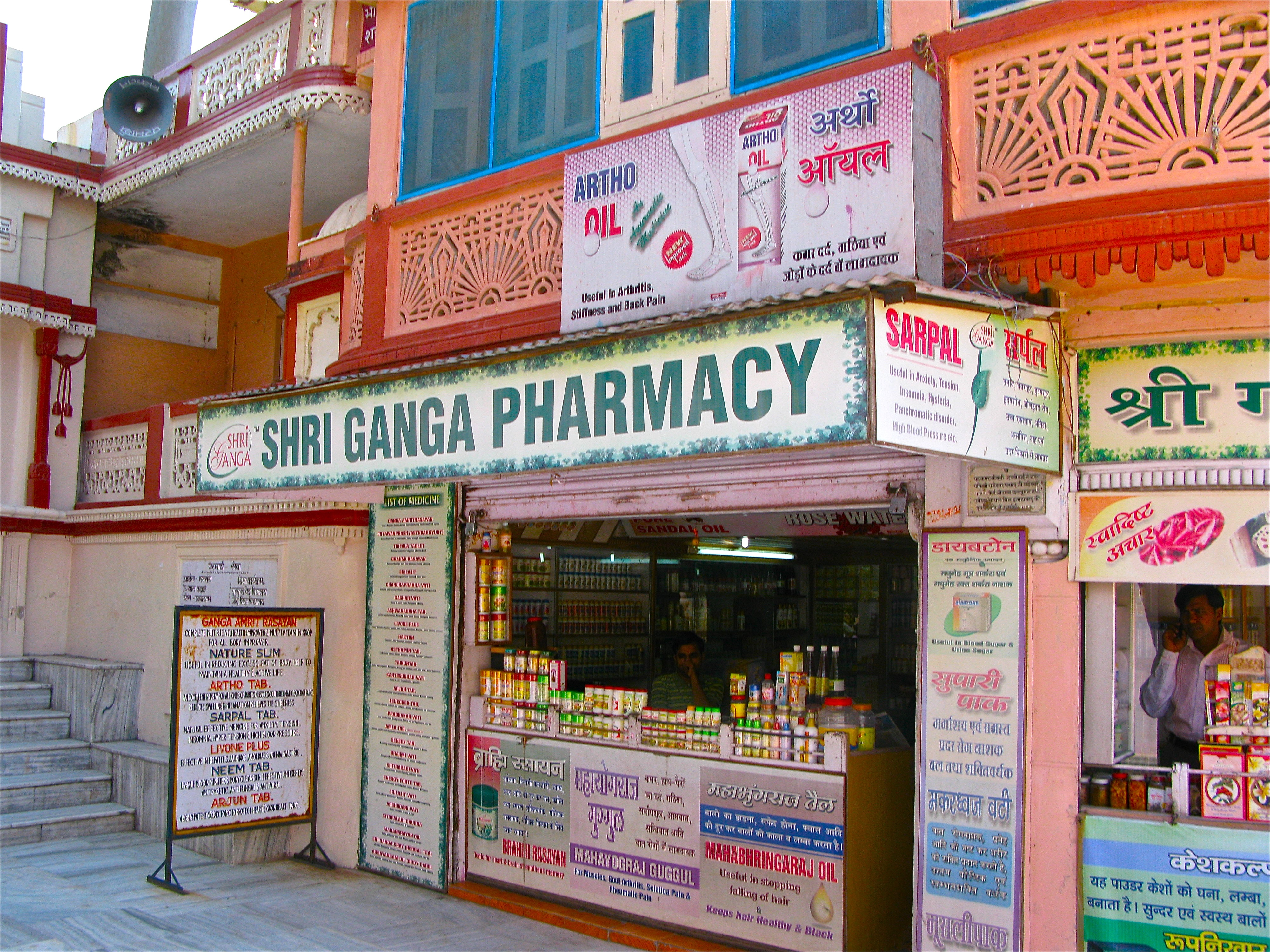
Une pharmacie ayurvédique à Rishikesh (2009).

Fin 2014, plus de 250 collèges délivrent des diplômes officiels et le gouvernement indien soutient également la recherche et l'enseignement de l'Ayurveda à travers de nombreux canaux, tant au niveau national qu’au niveau des États, ce qui a permis d'institutionnaliser la médecine traditionnelle afin qu'elle puisse être étudiée partout. Le parrainage par l'État du Central Council for Research in Ayurveda and Siddha (CCRAS) a également été déterminant pour sa promotion : les études menées par cette institution englobent la recherche sur les plantes médicinales, la standardisation des médicaments, la pharmacovigilance, la littérature ayurvédique et la recherche clinique.
De nombreux hôpitaux et dispensaires sont gérés par des professionnels qui bénéficient de l’aide de ces institutions à la fois dans les zones urbaines et les zones rurales. Mukherjee et Wahile citent les statistiques de l’Organisation mondiale de la santé pour démontrer la popularité de la médecine traditionnelle, sur laquelle 80% de la population s’appuierait pour bénéficier de soins de santé primaires.

### Népal
Selon une étude de l'Organisation mondiale de la santé (OMS), près de 75 % de la population népalaise a recours à des remèdes à base de plantes et l'Ayurveda reste la forme de médecine la plus pratiquée dans le pays.

### Sri Lanka
Dans tout le sous-continent indien, la tradition ayurvédique reste très vivace, tout particulièrement au Sri Lanka où cette dernière est très similaire à la tradition indienne et où le nombre de praticiens ayurvédiques est plus élevé que celui des professionnels formés à la médecine moderne. Le gouvernement sri-lankais a créé en 1980 un « ministère de la Médecine indigène » afin de restaurer et de réglementer la pratique dans le pays. L'Institut de Médecine Indigène affilié à l'Université de Colombo propose quant à lui des diplômes de médecine et de chirurgie ayurvédiques.
Il existe actuellement[Quand ?] 62 hôpitaux ayurvédiques et 208 dispensaires dans le système public, et ils servent près de 3 millions de personnes chaque année (environ 11 % de la population totale du Sri Lanka). Au total, environ 20 000 praticiens de l'Ayurveda sont enregistrés dans le pays,. En outre, la fabrication et le marketing des médicaments ayurvédiques a permis leur commercialisation avec succès par plusieurs entreprises pharmaceutiques.

### Au niveau mondial
Les institutions académiques indiennes liées aux médecines traditionnelles ont contribué à donner à l’Ayurveda une visibilité internationale. Kurup (2003) commente notamment le rôle de l’Université Ayurvédique du Gujarat :

« L’Université Ayurvédique du Gujarat a signé un protocole d'accord avec neuf instituts ayurvédiques fonctionnant au Japon, en Australie, aux Pays-Bas, en Italie, Argentine et Allemagne pour coordonner et faciliter la mondialisation de l'Ayurveda par le biais de la collaboration universitaire. Auparavant, l'Institut de médecine de Russie avait signé le protocole d'accord avec le gouvernement indien, dans lequel l'Université Ayurvédique du Gujarat était aussi l'une des autorités chargée de la mise en œuvre. »

— Kurup
Les postulats et l'histoire de l'Ayurveda font également l'objet de recherches par des indianistes, tels que Dominik Wujastyk à l'Institut français de Pondycherry, au Royaume-Uni et à Vienne.

### États-Unis
Aux États-Unis par exemple, le National Center for Complementary & Alternative Medicine (NCCAM) dépense une partie importante[réf. souhaitée] de son budget annuel de 123 millions de dollars pour la recherche en médecine ayurvédique. La pratique de l'Ayurveda, qui n'est pas reconnue officiellement dans ce pays, nécessite au préalable un diplôme délivré dans un autre courant de soins de santé.

### Fédération de Russie
En 2014, à l'occasion du 15e sommet annuel Inde-Russie, le Président Poutine et le Premier ministre indien Modi signent des accords cruciaux ; leur déclaration conjointe inclut que les deux pays encourageront leur coopération afin de promouvoir la santé et la remise en forme à travers les méthodes traditionnelles indiennes du Yoga et de l'Ayurveda, y compris à travers des centres et des camps de Yoga et des centres ayurvédiques.

## Galerie

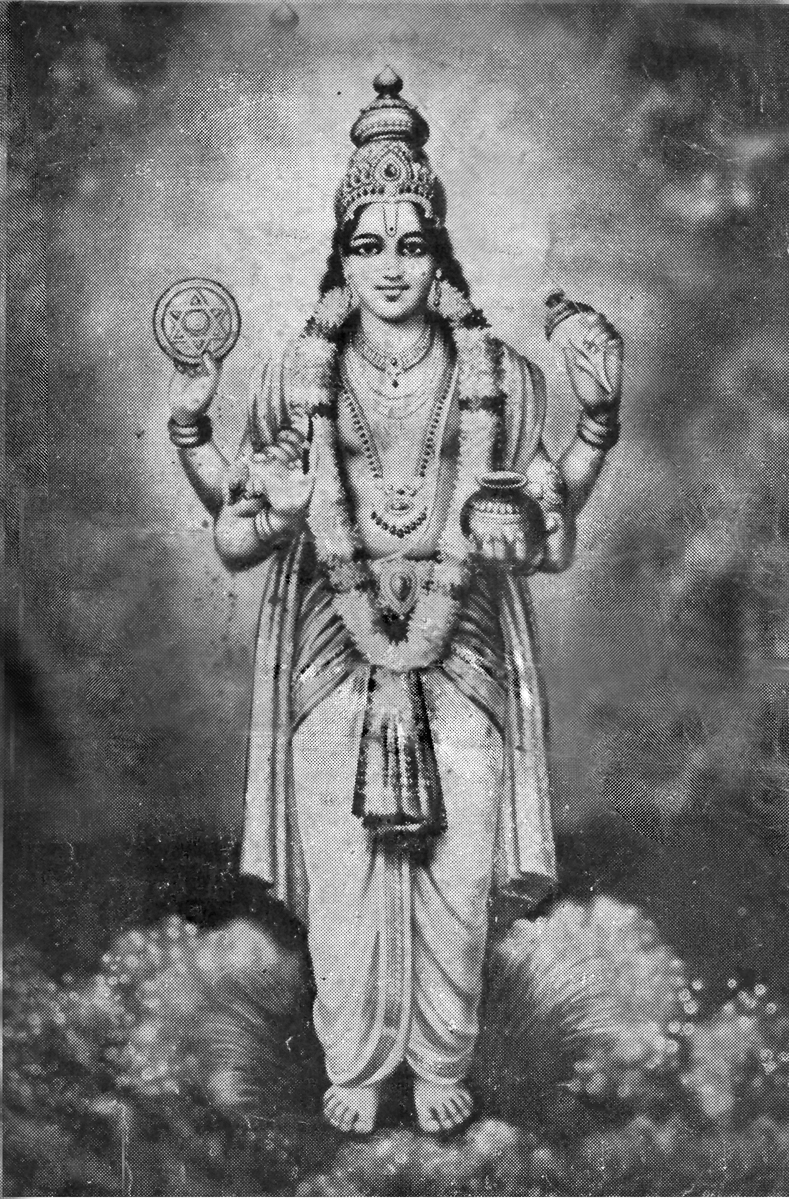
La médecine ayurvédique est liée à la mythologie et aux religions de l'Inde qui font remonter l'origine de la médecine traditionnelle indienne au légendaire Dhanvantari, qui aurait reçu ses connaissances de Brahmâ, le Dieu hindou de la création.
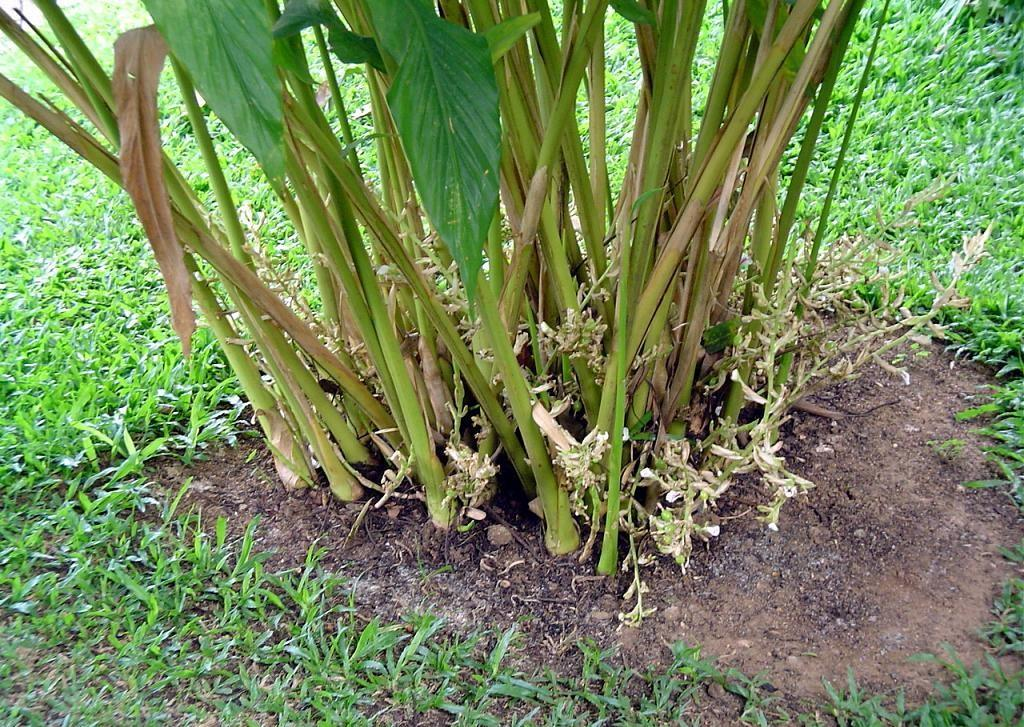
Des centaines de plantes sont utilisées en médecine ayurvédique, notamment la cardamome et la cannelle, réputées stimuler les enzymes digestives qui dégradent les polymères des macromolécules assimilées par le corps humain[103].
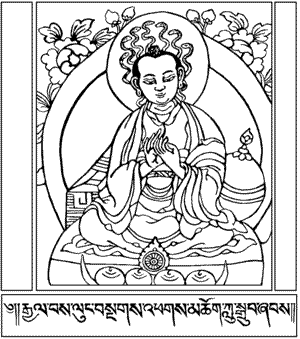
Plusieurs philosophes de l’Inde ont combiné la religion et la médecine traditionnelle — un exemple notable étant celui du bouddhisme et de l’Ayurveda. Figurent dans cette image le philosophe Nāgārjuna, surtout connu pour sa doctrine de la Madhyamaka(voie du milieu) — qui a écrit des ouvrages médicaux comme Les cent prescriptions et La précieuse Collection, entre autres[104].
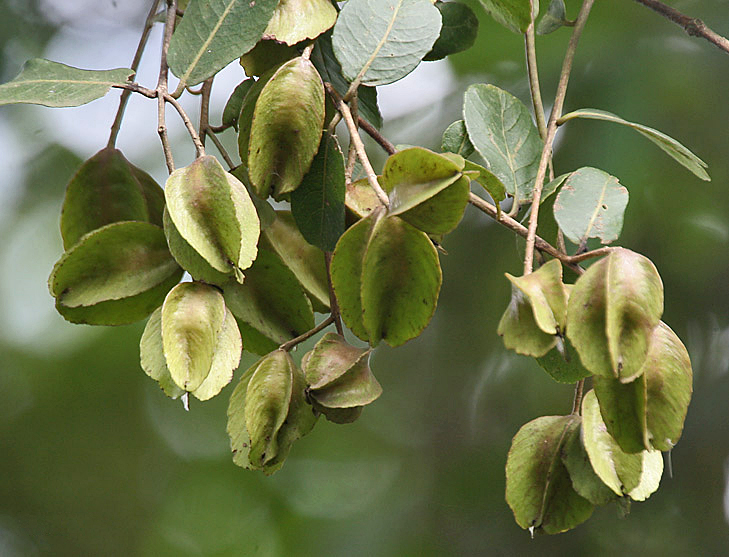
Certaines recherches suggèrent que la Terminalia arjuna pourrait calmer les douleurs de l’angine de poitrine et être utile dans le traitement de l’insuffisance cardiaque et de la cardiopathie coronarienne. La terminalia peut également être utile dans le traitement de l’hypercholestérolémie[105].
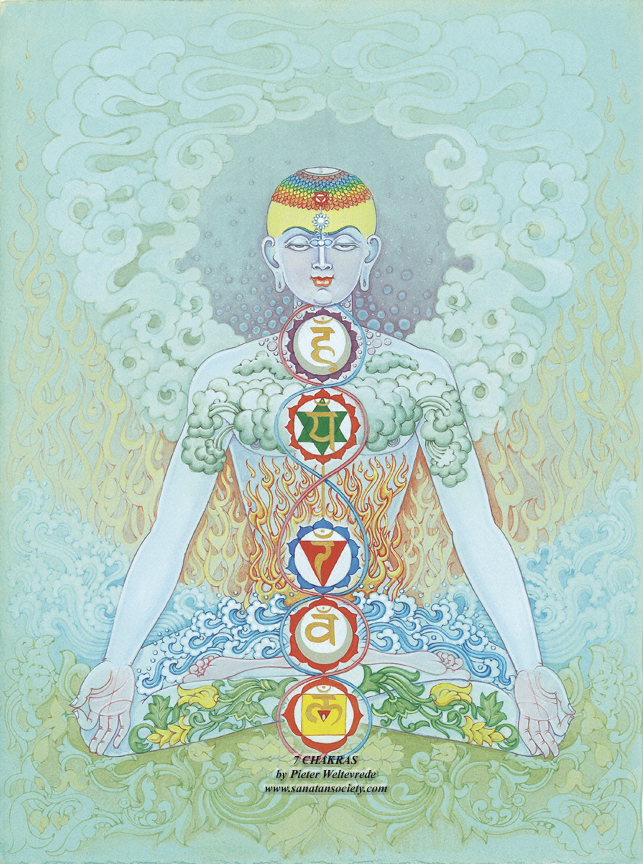
Les sept Chakras (en dévanâgarî : चक्र) et le Mahābhūta (en dévanâgarî : महाभूत) dans la tradition tantrique. Le yoga et le tantrisme ont influencé la médecine ayurvédique traditionnelle.
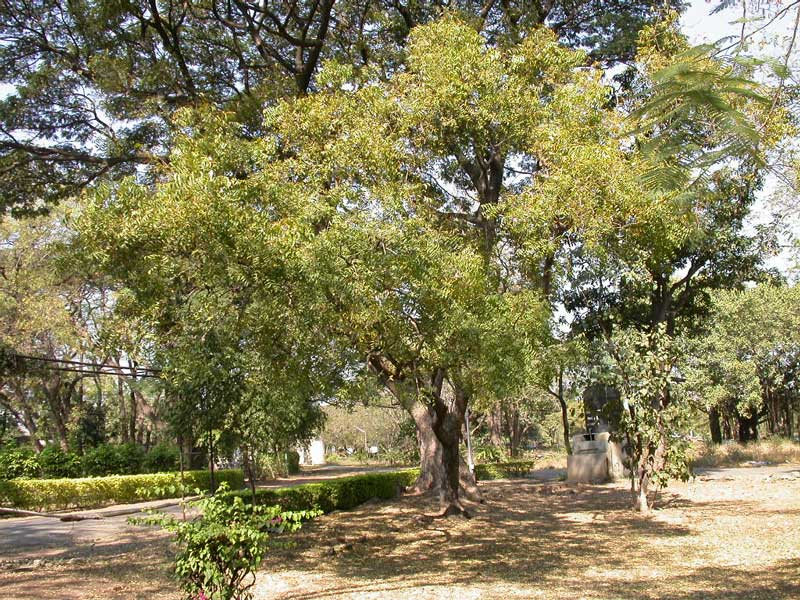
Le margousier aurait des capacités immuno-stimulantes et est souvent utilisé comme anti-infectieux. Il serait capable d’augmenter la production d’interleukine 2 et d’augmenter l'immunité des volontaires en augmentant le taux des lymphocytes et en particulier des lymphocyte T au bout de trois semaines de traitement[106].
Cataracte sur un œil humain — vue grossie de l'examen à la lampe à fente. La chirurgie de la cataracte était pratiquée par Sushruta[107]. En Inde, la chirurgie de la cataracte était réalisée avec un instrument spécial appelé Jabamukhi Salaka, une aiguille courbe utilisée pour abaisser le cristallin et repousser la cataracte en dehors du champ de vision[107]. L'œil est ensuite enduit de beurre chaud et recouvert d’un pansement[107].
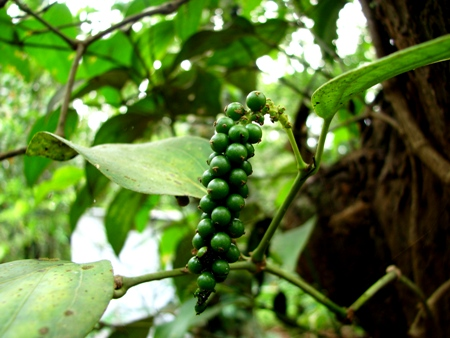
Le poivrier noir et le poivrier long sont combinés au gingembre pour former le trikatu, un mélange traditionnel en médecine ayurvédique. Ce mélange augmente l'appétit, favorise la sécrétion des sucs gastriques et soigne certains troubles gastriques — en particulier l’achlorhydrie et l’hypochlorhydrie[108].
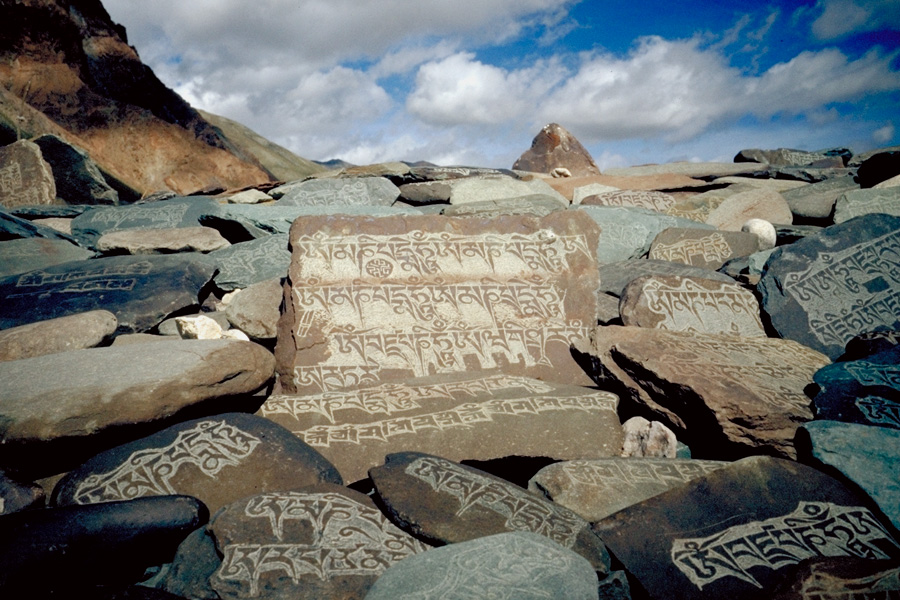
Le mantra ཨོཾ་མ་ཎི་པ་དྨེ་ཧཱུྃ་, transcription tibétaine du sanskrit ॐ मणि पद्मे हूँ, (Aum Mani padmé hûm) écrit sur les rochers. Le chant des mantras est caractéristique de l’Ayurveda depuis que l’Atharva-Veda — une grande partie du texte étant de nature religieuse — a été compilé[109].
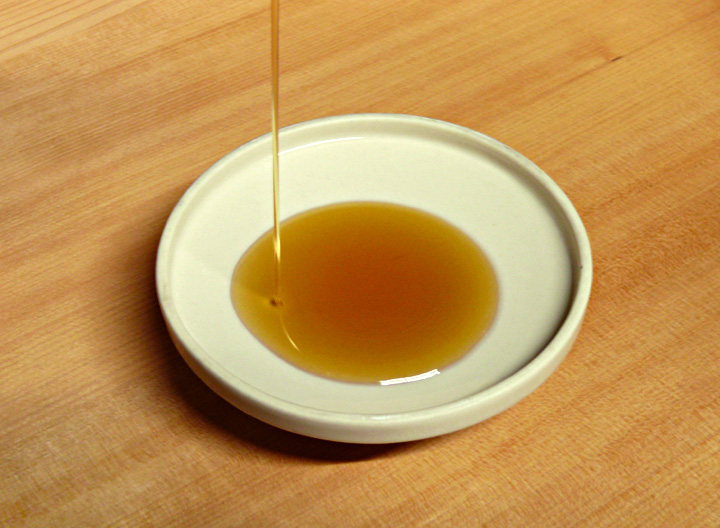
Les huiles, comme l’huile de sésame et l’huile de tournesol, sont largement utilisées en médecine ayurvédique. Les études montrent que ces huiles contiennent d'importantes quantités d’acide linoléique et de triglycérides dans leur formulation. Les huiles riches en acide linoléique pourraient avoir des propriétés antinéoplasiques[110].
Structure chimique du curcuma utilisé en médecine ayurvédique. Il figure ici sous la forme de cétone.

#### Textes de l'Ayurveda
- Michel Angot, Caraka-Samhita : Traité d'ayurveda : Volume 1 : Le Livre des Principes (Sutrasthana) & Le Livre du corps (Sarirasthana), vol. 1, Paris, Les Belles Lettres, 2011, 768 p. (ISBN 978-2-251-72052-4 et 2-251-72052-9).
- Caraka Samhita. Traité fondamental de la médecine ayurvédique (trad. Jean Papin) (Tome 1, Les principes ; Tome 2, Les thérapeutiques ; Tome 3, Formules pharmaceutiques et protocoles de soin), Paris, Almora, 2006; 2009; 2011
- Le Savoir de la vie. Florilège de l’Ayurveda (ill. Djohr, Textes choisis, traduits et présentés par Michel Angot), Paris, Les Belles Lettres, 2022, 286 p. (ISBN 978-2-251-45327-9).  Extrait sonore disponible sur SoundCloud [écouter en ligne (page consultée le 26 novembre 2024)]
- (en) A.C. Kaviratna and P. Sharma (Transl.), The Caraka Samhita, Delhi, Sri Satguru Publications, coll. « Indian Medical Science Series », 2007, 1522 p. (ISBN 8-170-30471-7)
- (en) Dominic Wujastyk (Selection, Translation and Introduction), The Roots of Ayurveda: Sélections from Sanskrit Medical Writings, London, Penguin Books, coll. « Penguin Classics », 2003, xvi + 389 p. (ISBN 978-0-140-44824-5)

#### Études générales
- (en) Stephen Lock, John M. Las, George Dunea (Eds.), The Oxford Illustrated Companion to Medicine, Oxford, Oxford University Press, 2001 (3rd ed.), xiv + 891 p. (ISBN 978-0-192-62950-0)Voir « Ayurvedic Medicine »
- Ananda S. Chopra, « Āyurveda », dans Selin, Helaine, Medicine Across Cultures: History and Practice of Medicine in Non-Western Cultures, Norwell (MA), Kluwer Academic Publishers, 2003, 75–83 p. (ISBN 1-4020-1166-0, lire en ligne)

#### Histoire
- (en) Ananda S. Chopra, « Ayurveda », dans Helaine Selin (Ed.), Medicine Across Cultures. The History and Practice of Medicine in Non-Western Cultures, New York, Kluwer Academic Publishers - Springer Vlg., 2003 (3rd ed.), xxiv + 414 p. (ISBN 978-1-402-01166-5, lire en ligne), p. 75-83
- (en) Girish Dwivedi & Shridhar Dwivedi, « Sushruta – the Clinician. Teacher par Excellence », The Indian Journal of Chest Diseases & Allied Sciences, vol. 49, no 4,‎ 2007, p. 243-244 (lire en ligne)
- (en) P. Kutumbian, Ancient Indian Medicine, Bombay - Calcutta, Orient Longman, 1962, xiv + liv + 225 p. (lire en ligne)

#### Sciences médicales
- (en) Stanley Finger, Origins of Neuroscience : A History of Explorations Into Brain Function, Oxford, Oxford University Press, 2001, 480 p. (ISBN 0-19514-694-8, lire en ligne), v. passim

- (en) L.C. Mishra (Ed.), Scientific Basis for Ayurvedic Therapies, CRC Press - Routledge, 2004, 650 p. (ISBN 978-0-849-31366-0, présentation en ligne)
- (en) Mike Saks et al., « Complementary and alternative medicine », sur britannica.com, 20 novembre 2024 (dernière màj) (consulté le 26 novembre 2024)

#### Ouvrages de vulgarisation
- David Frawley, La santé par l'Ayurvéda. Guide pratique des thérapies ayurvédiques [« Ayurvedic Healing: A Comprehensive Guide [1996] »], Paris, Turiya, 2003, 542 p. (ISBN 978-295-180192-9)